# Тетраиодид кремния
Тетраиодид кремния — бинарное неорганическое соединение кремния и иода с формулой SiI4, бесцветные кристаллы, гидролизуется водой, растворяется в органических растворителях.

## Получение
- Пропускание паров иода над кремнием:

{\displaystyle {\mathsf {Si+2I_{2}\ {\xrightarrow {500^{o}C}}\ SiI_{4}}}}
- Действие газообразного иодистого водорода на кремний:

{\displaystyle {\mathsf {Si+4HI\ {\xrightarrow {400^{o}C}}\ SiI_{4}+2H_{2}}}}

## Физические свойства
Тетраиодид кремния образует бесцветные кристаллы кубической сингонии, пространственная группа P a3, параметры ячейки a = 1,2010 нм, Z = 8.
Устойчиво в сухом воздухе. На свету постепенно темнеет.
Легко гидролизуется водой, растворяется в органических растворителях.

## Химические свойства
- Гидролизуется водой, продукты зависят от температуры:

{\displaystyle {\mathsf {SiI_{4}+2H_{2}O\ {\xrightarrow {}}\ SiO_{2}+4HI}}}
- При нагревании обратимо разлагается:

{\displaystyle {\mathsf {SiI_{4}\ {\stackrel {\xrightarrow {1000^{o}C}}{\xleftarrow[{\ \ \ \ \ \ }]{}}}Si+2I_{2}}}}
- При нагревании с другими галогенидами кремния образуется смешанные галогениды:

{\displaystyle {\mathsf {SiI_{4}+SiF_{4}\ {\xrightarrow {700^{o}C}}\ {\begin{matrix}{\mathsf {SiFI_{3}}}\\{\mathsf {SiF_{2}I_{2}}}\\{\mathsf {SiF_{3}I}}\end{matrix}}}}}

## Применение
- Получение особо чистого кремния.